# جيم غلينون
جيم غلينون (بالإنجليزية: Jim Glennon)‏ هو لاعب اتحاد الرغبي وسياسي أيرلندي، ولد في 7 يوليو 1953. حزبياً، نشط في فيانا فايل. وقد انتخب عضو مجلس الشيوخ من أيرلندا عن دائرة Industrial and Commercial Panel ‏ وقد انضم خلال فترته النيابية ‏ ( – 17 مايو 2002)  للكتلة البرلمانية فيانا فايل وفي الانتخابات العمومية الإيرلندية 2002 ‏، انتخب نائب دييل عن دائرة Dublin North (Dáil constituency) ‏ وقد انضم خلال فترته النيابية ‏ (6 يونيو 2002 – 26 أبريل 2007)  للكتلة البرلمانية فيانا فايل.